# Franziska Friedl
Franziska Friedl (* 29. September 1997 in Wien) ist eine österreichische Beachvolleyballspielerin. Sie ist dreifache Medaillengewinnerin auf der FIVB World Tour, amtierende österreichische Vize-Staatsmeisterin und Studenten-Europameisterin.

## Karriere
Franziska Friedl begann als Neunjährige bei der Union Wolkersdorf in der Halle mit Volleyball. Als 16-Jährige wurde sie in das österreichische Jugendnationalteam Beachvolleyball einberufen. Seitdem agiert sie ausschließlich als professionelle Beachvolleyballspielerin und ist bei internationalen Turnieren im Einsatz. Seit Mai 2023 spielt Friedl an der Seite von Katharina Schützenhöfer, deren Partnerin Lena Plesiutschnig wegen eines Achillessehnenrisses ausfiel.

## Erfolge
- Studenten-Europameisterin 2019[3]
- Silbermedaillengewinnerin FIVB 1-Stern Koropove 2021[4]
- Bronzemedaillengewinnerin österreichische Staatsmeisterschaften 2021[5]
- Bronzemedaillengewinnerin FIVB Future Budapest 2022[6]
- Silbermedaillengewinnerin FIVB Future Ios 2023[7]
- österreichische Vize-Staatsmeisterin 2023[8]

## Leben
Friedl studiert neben ihrer Karriere als professionelle Beachvolleyballspielerin Kommunikationswissenschaften an der Universität Wien. Daneben verfügt sie über einen Abschluss (Bachelor of Arts) an der Universität Wien in Soziologie.